# Joe Profaci
Joe Profaci, all'anagrafe Giuseppe Profaci (Villabate, 2 ottobre 1897 – Bay Shore, 7 giugno 1962), è stato un mafioso italiano naturalizzato statunitense.

## Biografia

### I primi anni
Giuseppe Profaci nacque a Villabate in provincia di Palermo il 2 ottobre del 1897. Divenne presto un uomo d'onore della locale cosca, ma emigrò a New York nel 1921 dove verrà naturalizzato cittadino americano nel 1927. Suo fratello Salvatore diventa il primo consigliere della Famiglia dalla fine degli anni '20 fino alla sua morte per un incidente stradale nel 1954. Joe Profaci stabilisce la sua base principale a Brooklyn, dove si mise alla guida di una cosca siciliana: ufficialmente però è uno dei più grossi importatori di olio d'oliva d'america ed è chiamato il re dell'olio d'oliva.
Nel dicembre 1928 Profaci partecipò ad un incontro presso l'Hotel Statler di Cleveland insieme al cognato Joseph Magliocco e ad altri mafiosi siciliani (Pasquale Lolordo, Joseph Porrello, Vincent Mangano ed altri) per discutere sulla presidenza dell'Unione Siciliana, un gruppo che gli assicurava copertura politica; tuttavia la riunione fu scoperta dalla polizia locale, che fermò tutti i partecipanti, compreso Profaci, che però venne subito rilasciato perché non avevano prove per trattenerlo.

### La creazione della sua famiglia
La famiglia diviene autonoma nel 1931 con la fine della Guerra castellammarese e si occupa di estorsioni, gioco d'azzardo, scommesse clandestine, usura, traffico di droga, appalti truccati e sindacati dell'edilizia. I suoi uomini di fiducia sono come vice capo suo cognato Joseph Magliocco, consigliere suo fratello Salvatore, come capidecina Simone Andolino, Salvatore Badalamenti, Leonard Carlino, Harry Fontana, Joseph Colombo, John Oddo, Nicholas Forlano, Sebastiano Aloi e Ambrose Magliocco.
Nel 1947 torna nella natia Villabate per circa un mese dove il capo mafia del paese è Antonino Cottone. Cottone è un suo ex luogotenente a New York, ed è tornato in paese alla fine degli anni '30; ufficialmente è socio con Profaci nell'esportazione di agrumi in America, ma in realtà è una copertura per il traffico d'eroina che viene nascosta dentro le cassette di agrumi, per poi essere smerciata in America.
Proprio in quel periodo Profaci fa fare la pace tra la famiglia Greco di Ciaculli e i loro cugini Greco di Croceverde Giardini, protagonisti di una sanguinosa faida. Nel 1956 la nipote Rosalie si sposa con Salvatore Bonanno, figlio di Joseph Bonanno, mentre le sue due figlie si sposano con il figlio di William Tocco e con il figlio di Joseph Zerilli, capimafia di Detroit.

### Il conflitto interno
Nel 1960 scoppia la guerra all'interno della famiglia con gli affiliati più giovani guidata da Joe Gallo: gli omicidi dureranno per alcuni anni da entrambe le parti e si arriverà alla pace con il gruppo di Gallo solo quando quest'ultimo viene arrestato. Nel 1962 Profaci muore di cancro al fegato all'età di 64 anni. Gli succede alla guida della cosca il suo vice e cognato Joseph Magliocco.